# Computer Network Operations
Computer Network Operations (CNO; deutsch Computer-Netzwerk-Operationen) ist ein militärischer Begriff, der mehrere Unterbegriffe umfasst.

## Computer Network Attack
Computer Network Attack (CNA; deutsch Computer-Netzwerk-Angriff): Maßnahmen die, unter Anwendung von Computernetzwerken, dazu dienen, den Zugriff auf Informationen in Computern oder Computernetzwerken zu stören, zu verhindern, zu verlangsamen oder die Information, die dazugehörigen Computernetzwerke oder die dazugehörigen Computer zu zerstören.

## Computer Network Defense
Computer Network Defense (CND; deutsch Computer-Netzwerk-Verteidigung): Maßnahmen die, unter Anwendung von Computernetzwerken, dazu dienen, den Zugriff auf Informationen in (eigenen) Computern oder Computernetzwerken zu schützen, zu überwachen und zu analysieren. Ebenso beinhaltet CND die Erkennung und Abwehr von unberechtigten Zugriffen auf militärische Computer(-netzwerke).

## Computer Network Exploitation
Computer Network Exploitation (CNE; deutsch Computer-Netzwerk-Ausnutzung): Maßnahmen die, unter Ausnutzung von Computernetzwerken, das Sammeln von Informationen von bzw. aus gegnerischen Computer und Computernetzwerken ermöglichen.